# سباق طواف فرنسا 1938
سباق طواف فرنسا 1938 من سلسلة سباقات سباق طواف فرنسا. أقيم هذا السباق في تاريخ 5-31 يوليو 1938 على 21 (29 including split stages) مراحل. بعد مرور 148 ساعة و29 دقيقة و12 ثانية وبعد طي 4694 كم بمتوسط 31.565 كم في الساعة فاز بالميدالية الذهبية جينو بارتالي من إيطاليا، فيما حصد فيليسيان فيرفايك من بلجيكا الميدالية الفضية، وكانت الميدالية البرونزية من نصيب فيكتور كوسون من فرنسا.

## الميداليات
| ذهب                    | فضة                       | برونز                |
| جينو بارتالي - إيطاليا | فيليسيان فيرفايك - بلجيكا | فيكتور كوسون - فرنسا |